# Psaliodes albifascia
Psaliodes albifascia là một loài bướm đêm trong họ Geometridae.